# Uomo nella Luna

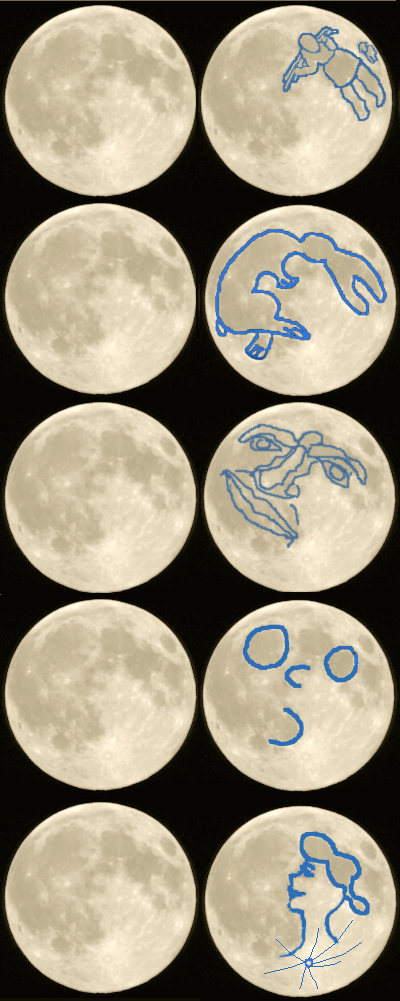
Diversi esempi di uomini lunari. Tra di essi vi è il coniglio lunare.

Per uomo nella Luna si intende una qualsiasi ipotetica figura della superficie della Luna piena che richiama un volto, una testa o un corpo umano. A conferire la forma agli "uomini sulla Luna" vi sono i mària lunari, ovvero delle grandi aree formate dalla lava che ricoprì antichi crateri per poi raffreddarsi, diventando roccia basaltica liscia.

## Nelle mitologie e le tradizioni

### Americhe
Secondo una leggenda del popolo Haida, l'uomo lunare altri non sarebbe che un ragazzo intento a raccogliere dei bastoni. Il padre del giovane gli aveva detto che la luce della Luna avrebbe illuminato la notte, permettendogli così di portare a termine il suo compito. Non volendo raccogliere altri bastoncini, il ragazzo si lamentò e ridicolizzò la Luna. Come punizione per la sua mancanza di rispetto, il ragazzo venne condotto sull'astro celeste e ne rimase lì per sempre.

### Asia
L'uomo lunare della mitologia vietnamita si chiama Cuội. Originariamente era un taglialegna sulla Terra che possedeva un baniano magico. Un giorno, quando sua moglie innaffiò l'albero con acqua impura e lo fece sradicare, Cuội ne afferrò le radici e fu portato sulla Luna. Lì rimase per l'eternità assieme alla Signora della Luna e il Coniglio di Giada. I tre divennero la personificazione del Tết Trung Thu, la ricorrenza durante la quale discendono nel mondo dei vivi per distribuire lanterne, torte lunari e regali ai bambini.

### Europa
Secondo diverse leggende consolidate in Europa, l'uomo nella Luna sarebbe stato esiliato nell'astro celeste per aver commesso un crimine. Secondo la tradizione ebraica, egli sarebbe Giacobbe. Un'altra versione vuole che sia l'uomo lapidato a morte per volere di Dio nel Libro dei Numeri XV.32–36 dopo per aver raccolto della legna il sabato. Alcune culture germaniche pensavano che l'uomo della Luna fosse un taglialegna scoperto intento a lavorare in tale giorno della settimana.
Una tradizione cristiana medievale vuole che sia Caino. La leggenda viene menzionata nell'Inferno di Dante Alighieri:
d’amendue li emisperi e tocca l’onda

sotto Sobilia Caino e le spine;

e già iernotte fu la luna tonda:

ben ten de’ ricordar, ché non ti nocque

alcuna volta per la selva fonda.»
Il letterato fiorentino cita nuovamente Caino nel Paradiso:
di questo corpo, che là giuso in terra

fan di Cain favoleggiare altrui?»
Nel prologo del suo Endimione, John Lyly riporta che «Non c'è nessun vivente sulla Terra che sappia che cosa fa l'uomo sulla Luna.»
Stando a una leggenda lettone, due fanciulle uscirono nude da una sauna per prendere dell'acqua da un pozzo. Mentre raccoglieva l'acqua, una di loro notò quanto fosse bella la Luna. L'altra non ne rimase invece impressionata e, anzi, sostenne che il suo sedere fosse più carino e rivolse il suo fondoschiena in direzione dell'astro celeste per schernirlo. Per punizione, le divinità lunari appesero la donna sulla Luna affinché tutti potessero vedere il suo sedere.
Una vecchia ballata inglese recita:
With powder-beef, turnep, and carret.

If he doth so, why should not you

Drink until the sky looks blew?»
con carne di manzo, rapa e carota.

Se lo fa, perché non dovresti

bere fino a quando il cielo non sarà blu?»
Sempre in Inghilterra, durante il Medioevo e il Rinascimento, la Luna era considerata il dio degli ubriaconi e almeno tre taverne londinesi dell'epoca chiamate "The Man in the Moone" (lett. "L'uomo nella luna"). L'uomo sulla Luna è nominato in una filastrocca inglese di antica data:
And asked his way to Norwich;

He went by the south and burnt his mouth

With supping cold pease porridge.»
e chiese la strada per Norwich;

Andò verso sud e si bruciò la bocca

mangiando del freddo pudding di piselli.»